# Acianthus grandiflorus
Acianthus grandiflorus är en orkidéart som beskrevs av Rudolf Schlechter. Acianthus grandiflorus ingår i släktet Acianthus och familjen orkidéer. Inga underarter finns listade i Catalogue of Life.